# NGC 5709
NGC 5709 este o galaxie spirală situată în constelația Boarul. A fost descoperită în 16 mai 1784 de către William Herschel.